# Sam Nartey George

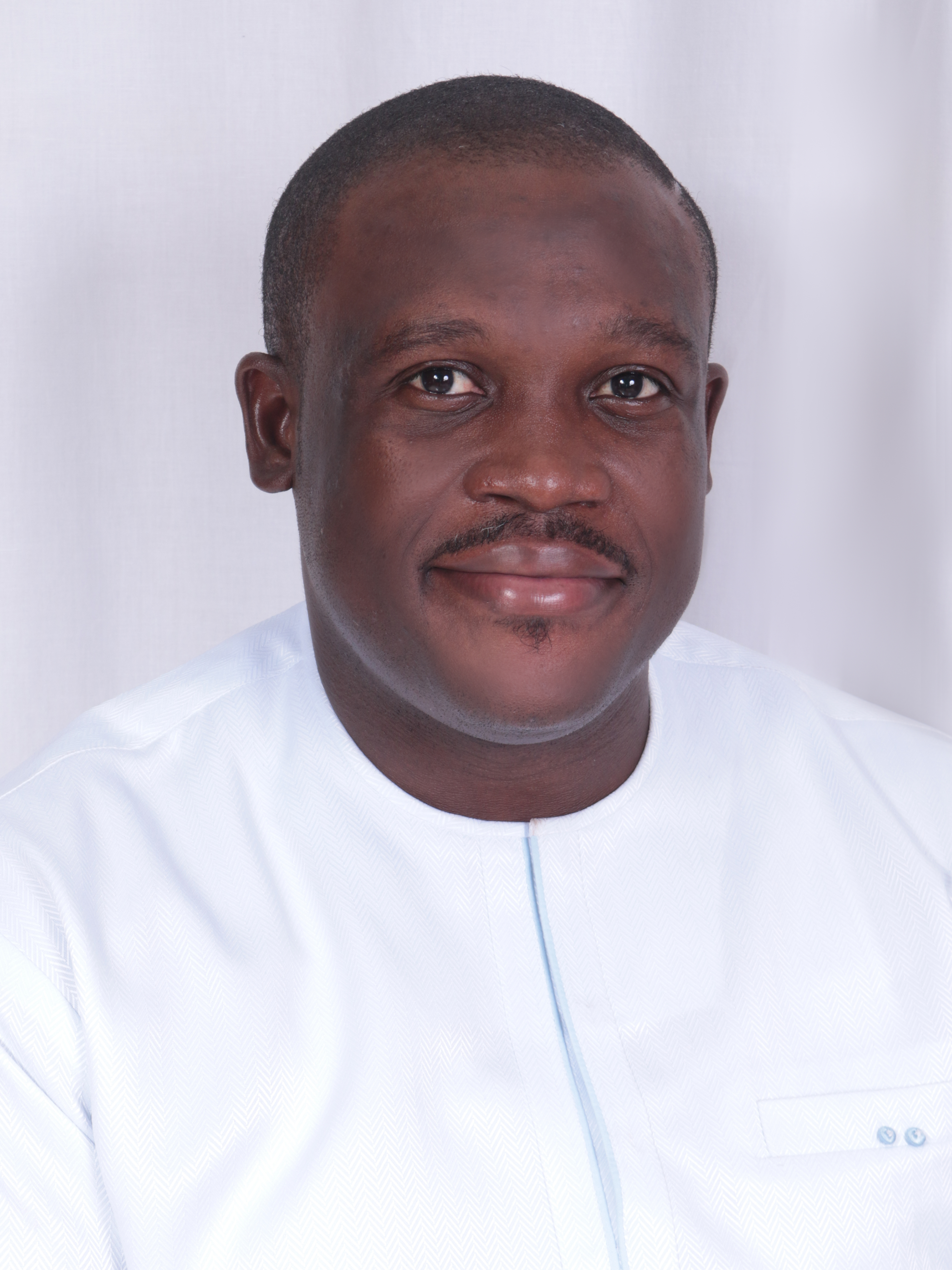

Samuel Nartey George (* 22. Januar 1985 in Somanya (Eastern Region)) ist ein ghanaischer Politiker und Mitglied des Parlaments von Ghana für den Wahlkreis Ningo Prampram District. Er gehört dem National Democratic Congress (NDC) an.

## Leben
George erwarb 2005 einen Bachelor of Science in Agricultural Engineering (Soil & Water Engineering) und 2015 einen Bachelor of Law (LLB) an der University of London sowie 2020 einen Executive Master für Conflict, Peace & Security an der Kwame Nkrumah University of Science and Technology.

## Politische Karriere
George trat der NDC bei und wurde bei den Parlamentswahlen 2016 für den Wahlkreis Ningo Prampram District gewählt und 2020 wiedergewählt.